# Alexander Malmström
Alexander Malmström, född 3 juni 1985, är en svensk före detta fotbollsspelare. 
Malmström började sin karriär i Sölvesborgs GoIF innan han som 16-åring gick till allsvenska Malmö FF. Malmström spelade i MFF:s framgångsrika juniorlag och tillhörde A-truppen som lärling 2003. Under denna perioden spelade han 24 ungdomslandskamper för det svenska landslaget.  En svår knäskada höll honom borta från fotbollen i drygt två år och efter tiden i Malmö FF gick han till Mjällby AIF i Superettan och spelade där i 3 säsonger från 2005-2007. Karriären fortsatte i Division 1 södra och Kristianstads FF innan han 2011 blev en av de yngsta sportcheferna i svensk fotboll när han tog sig an uppdraget som spelande sportchef i moderklubben och division två laget Sölvesborgs GoIF. 2013 avslutade Malmström sin fotbollskarriär när han var med och spela upp IFK Malmö till division 3. Säsongen 2014 var han även med i division 2-laget Prespa Birliks sportsliga ledning. 